# Bánffy Dániel (miniszter)
Losonci báró Bánffy Dániel (Nagyenyed, 1893. szeptember 18. – Budapest, 1955. április 7.) nagybirtokos, politikus. 1940 októberében a Képviselőház tagja lett Észak-Erdély képviseletében. Az Erdélyi Párt elnöke, 1940. december 30-tól 1944. március 22-ig pedig földművelési miniszter volt.

## Életútja
A család bárói ágából származott, báró Bánffy Kazimír (1866–1922)  és tarcsafalvi Pálffy Mária (1868–1941) úrnő két gyermeke közül a fiatalabb volt. Átépíttette a fugadi Bánffy-kastélyt: két lépcsőházat toldott hozzá és egy emeletet húzatott rá, a domb alatt pedig pincerendszert alakíttatott ki. Maroshévízen nyaralót építtetett a tágabb család számára Bánffy-fürdő néven.
1940 októberében a Képviselőház tagja lett Észak-Erdély képviseletében; az Erdélyi Párt elnöke. Teleki Pál felkérésére Budapestre költözött és 1940. december 30-tól földművelési miniszter lett. Ezt a tisztséget az egymást követő kormányokban 1944. március 22-ig töltötte be. A Szovjetunió elleni háborúba való belépéssel szemben foglalt állást 1941-ben, majd folyamatosan a német érdekek ellen próbált dolgozni. A kormány nevében ő nyújtotta be a zsidók erdő- és mezőgazdasági ingatlanairól szóló törvényt, és megszervezte annak végrehajtását. A német megszállás után a Gestapo őrizetbe vette, de politikai nyomásra kiszabadult. 1944 szeptemberében haladéktalan fegyverszünetet követelt az erdélyi érdekek képviseletében. A nyilasok halálra ítélték; barátai álruhában (nyilasnak öltözve) szabadították ki a Margit körúti fogházból.
A kommunisták 1951-ben családjával együtt kitelepítették rózsadombi házából egy húsraktárba. Később balesetet szenvedett és lebénult.

### Házassága és leszármazottjai
1925. július 8-án Kolozsváron feleségül vette Atzél Lindát, akitől azonban 1928-án elvált. Második házasságát 1935. október 15-én, Vajdaszentiványban kötötte gróf zicsi és vázsonykői Zichy Mária Hubertával (1906-2001), gróf Zichy Vladimir (1864–1929) és gróf Zichy Melanie (1881–1968) lányával. Hét gyermekük született:
- Ferenc (1936–1994). Felesége, Brinkley Nancy Laura.
- Katalin (1938–1992). Férje, kisfaludi és lubellei báró Lipthay Bálint.
- Júlia (1939). Férje, Dornacher József.
- Eszter (1940)
- György (1942). Első felesége, Béla Ildikó, a második Marczis Mária.
- Dénes (1943–2001). Felesége, Szalisznyó Magdolna.
- Miklós (1948).[1] Leányvár polgármestere volt 1991 és 2006 között.[7] Neje  ábránfalvi Ugron Mária Róza